# عماد طبرسی
عمادالدین عمادالاسلام حسن‌بن علی‌بن محمد آملی مازندرانی طبری معروف به عماد طبرسی یا عماد طبری. از علماءِ بزرگ امامیه در قرن هفتم و از معاصرین محقق حلّی و خواجه نصیرالدین طوسی (م ۶۷۲ ق) است. در فقه و حدیث و تحقیق حقایق اصول مذهب و دیگر فنون تصنیفات سودمندی دارد. فتوای وی در کتب فقهی متأخرین نقل شده است. در ۶۷۰ ق مناظره‌ای - در تنزیه خداوند از تشبیه - با اهل بروجرد کرد. در ۶۷۲ ق به دستور وزیر خواجه بهاءالدین محمد از قم به اصفهان و شیراز و ابرقو و یزد و شهرهای آذربایجان برگردش جمع شدند و علوم دینی را نزد وی تکمیل کردند.
آثار وی
الاربعون حدیثاً فی فضایل امیرالمؤمین (ع) و اثبات امامنه" یا "اربعین بهائی"؛ "کامل‌السقیفهٔ" یا "کامل بهائی"، که در ۶۷۵ ق تألیف شده و دوازده سال جمع‌آوری آن به درازا کشیده است. چون این دو کتاب به خواهش و نام وزیر بهاءالدین محمدبن وزیر شمس‌الدین محمد جوینی معروف به صاحب دیوان تألیف شده بهائی نام گرفته است.